# Glombach
Der Glombach ist ein einen Kilometer langer Bach im Märkischen Oberland, der auf dem Gebiet der zum nordrhein-westfälischen Ennepe-Ruhr-Kreis gehörenden Kleinstadt Breckerfeld verläuft und von links und Nordwesten in den Logrötker Bach mündet.

## Geographie

### Verlauf
Der Glombach entspringt auf einer Höhe von etwa 390 m ü. NHN gut 300 m südöstlich des Breckerfelder Ortsteils Branten und knapp 200 m östlich der L 528 (Brantener Straße) in der Waldflur In der Landwehr.
Er fließt zunächst in der Flur Im Schonenbruch in östlicher Richtung durch eine Waldwiese und wird dann auf seiner linken Seite zuerst von einem namenlosen Waldbächlein und dann vom Schleßsiepen verstärkt.
Der Glombach läuft nun in der Flur Assmecke südostwärts durch eine Wiese am Waldesrand entlang, danach durch Mischwald und mündet schließlich auf einer Höhe von ungefähr 325 m ü. NHN direkt an der Grenze des Ennepe-Ruhr-Kreises zum Märkischen Kreis von links und Nordwesten in den aus dem Südwesten kommenden Logrötker Bach. 
Der etwa ein Kilometer langer Lauf des Glombachs endet ungefähr 72 Höhenmeter unterhalb seiner Quelle, er hat somit ein mittleres Sohlgefälle von etwa 65 ‰.

### Einzugsgebiet
Das 65,1 ha große Einzugsgebiet des Glombach liegt im Märkischen Oberland und wird durch ihn über den  Logrötker Bachs, die Glör, die Volme, die Ruhr und den Rhein zur Nordsee entwässert.
Sein Einzugsgebiet ist fast vollständig bewaldet.

### Zuflüsse
- Schleßsiepen[4], 0,3 km[5]